# 厳忠範
厳 忠範（げん ちゅうはん、? - 至元12年3月15日（1275年4月12日））は、モンゴル帝国に仕えた漢人世侯（漢人軍閥）の一人。東平を中心とする大軍閥を築いた厳実の息子で、兄弟には厳忠済・厳忠嗣らがいる。

## 概要
厳忠範は金朝末期にモンゴル帝国に降って東平一帯に大軍閥を築いた厳実の息子で、兄には厳実の地位を継承した厳忠済らがいた。中統元年（1260年）、帝国全土の承認を得ないまま一方的にモンゴル皇帝（カアン）への即位を宣言したクビライはモンゴル帝国内部の内戦に備える一方、華北を実質的に支配する漢人世侯の存在も危険視していた。この頃、漢人世侯の中でも東平の厳忠済は ｢諸侯の中で厳忠済こそが強横にして制し難い（諸侯惟厳忠済為強横難制）」と評されるなど最もモンゴル朝廷に反抗的と見なされており、クビライは厳忠済を自派の拠点である開平に呼び出した。
そして中統2年（1261年）5月14日、開平に滞在していた厳忠済は突如として全ての官位を剥奪され、更に5月17日に厳忠範を新たに東平総管に任ずる布告が出された。この事件は漢人世侯の勢力を削減したいクビライと、兄に成り代わりたいという野心を持つ厳忠範の、両者の利害が一致した結果起こったものであるとみられる。クビライの後ろ盾を得て厳忠範は厳忠済の地位を奪ったものの、これ以後も漢人世侯削減政策は着々と進められ、軍閥としての東平厳氏は実質的に解体された。
軍閥としての実態を失って以後も厳忠範はモンゴルに仕え続け、南宋との戦闘に従事した。至元7年（1270年）頃より四川方面に派遣され、同年5月にはイェスデルとともに嘉定・重慶・釣魚山・馬湖江で南宋軍を破った。至元9年（1272年）には成都での南宋軍との戦闘で敗れてしまい京に送られたが、赦免にあったとの記録がある。至元12年（1275年）正月、兵部尚書廉希賢・工部侍郎厳忠範・秘書監丞柴紫芝らは南宋へ国書を届ける使者として派遣されたが、3月に独松関に至った所で南宋人によって殺されてしまった。